# Charis Mavrias
Charalambos Mavrias (griechisch Χαράλαμπος Μαυρίας; auch Charalampos Mavrias), besser bekannt als Charis Mavrias (griechisch Χάρης Μαυρίας, * 21. Februar 1994 in Zakynthos), ist ein griechischer Fußballspieler.

## Karriere

### Verein
Charis Mavrias begann seine Karriere bei den Jugendabteilungen von Panathinaikos Athen. 2010 erhielt Mavrias einen Profivertrag und wechselte zum Profikader von Panathinaikos. Am 20. Oktober 2010 gab er bei einer Begegnung gegen Rubin Kazan sein Debüt in der UEFA Champions League und wurde damit der jüngste griechische Spieler und nach Celestine Babayaro zweitjüngster Spieler überhaupt der in einem Europapokalspiel eingesetzt wurde. Mavrias war zu diesem Zeitpunkt 16 Jahre, sieben Monate und 30 Tage alt. Am 31. Juli 2012 erzielt er bei einem Qualifikationsspiel zur UEFA Champions League gegen FC Motherwell sein erstes Tor bei einem internationalen Pflichtspiel. Mavrias wurde damit zum jüngsten Spieler für Panathinaikos der in einem Europapokalspiel traf. Für die Rückrunde der Saison 2014/15 kehrte er auf Leihbasis zu seinem alten Verein Panathinaikos Athen zurück.
Am 27. Januar 2016 wechselte er ebenfalls auf Leihbasis für den Rest der Saison zu Fortuna Düsseldorf. Am 19. März 2016, dem 27. Spieltag, erzielte er beim 4:3-Heimsieg gegen den 1. FC Kaiserslautern seinen ersten Treffer für den deutschen Zweitligisten. Zur Saison 2016/17 unterschrieb Charalampos Mavrias  beim Karlsruher SC einen Vertrag und bindet sich an die Badner bis zum 30. Juni 2019, nachdem er seinen Vertrag bei Sunderland zuvor aufgelöst hatte. Nach dem Abstieg des KSC wechselte er im Sommer 2017 zu HNK Rijeka. Im Oktober 2018 unterschrieb er bei Hibernian Edinburgh in Schottland. Bereits im Dezember verließ er den Verein wieder und schloss sich im Januar 2019 Omonia Nikosia auf Zypern an. Innerhalb der Liga wechselte er 2021 nach Limassol.

### Nationalmannschaft
Mit der U-19 errang er 2012 als Stammspieler die Vizeeuropameisterschaft. Sein Debüt bei der Herrennationalmannschaft gab Mavrias einem WM-Qualifikationsspiel gegen Litauen am 11. September 2012.

## Erfolge
- U-19 Vizeeuropameister: 2012